# Marconia
Marconia is een plaats (frazione) in de Italiaanse gemeente Pisticci.